# 国府尽平
國府 尽平（こうの じんぺい、1885年(明治18年) - 1956年(昭和31年)4月30日）は、日本の海軍軍人、医師。海軍中佐で予備役となったのち、医学博士号を取得した。

## 人物・来歴

### 略歴
海軍兵学校35期。福島県北会津郡湊村（現・会津若松市）出身。
國府は二度改名しており、旧名は横倉房吉と穴澤房吉である。会津中学から府立一中に転校し、海兵の席次は172中名123番であった。同期生に近藤信竹、高須四郎、野村直邦などがいる。海兵35期の遠洋航海は｢松島｣が火災沈没事故を起こし、乗組んでいた國府は救助されたが、同期生30名以上が犠牲となっている。海軍将校として装甲巡洋艦・常磐、戦艦・富士、特務艦・朝日、呉海兵団、横須賀防備隊などで勤務した。
予備役編入時は既に3人の子がいたが、國府は医師として再出発を決意。東京医専を卒業し、医師免許を取得。東京で開業し、のち郷里・福島県の川俣保健所などに勤務した。稚松会会員。長男の真平は海軍兵学校73期に入校している。

### 逸話
國府は海軍時代に様々な逸話を残している。某司令長官夫人は海軍大将の娘であったが、公私を混同する行為があった。國府はその夫人が私用で公用車に乗車しているのを発見し、車を止め夫人に対し降車を要求した。なお夫人の依頼を断ったことがある草鹿龍之介は、その夫人について多少我が儘であったが根は良い人であるとしている。
また國府は私費で職工を雇い、機雷開発を図ったことがある。その際は何日も帰宅せず、心配した妻が上司に説諭を願い出ている。開発に成功した記録はない。兵学校時代は名物・棒倒しの勇者であった。

## 栄典
- 1909年（明治42年）3月1日 - 正八位[6]